# Kay Flock
Kevin Pérez (El Bronx, Nueva York, 20 de abril de 2003), conocido por su nombre artístico Kay Flock, es un rapero  estadounidense. Originario del Bronx, comenzó su carrera musical en 2020, saltó a la fama a través de una variedad de sencillos, entre los que destaca «Shake It». Lanzó su mixtape debut, «The DOA Tape» en 2021.

## Biografía
Kevin Pérez nació el 20 de abril de 2003 en El Bronx, Nueva York; Más tarde describió la zona en la que creció como «peligrosa». Es primo del también rapero del Bronx Dthang Gz, llamado Daniel Collins. Mini Kay Flock hermano de Pérez es otro rapero del Bronx, JoWvttz, llamado Johnny Hernandez. del mismo papá. El mejor amigo de Kevin es dougie B, otro rapero del Bronx. 

## Carrera musical
Kay Flock inició su carrera musical en mayo de 2020, publicando su primer sencillo, «FTO»; otras canciones que lanzó después de esto incluyen «Opp Spotter» (con B-Lovee), «Brotherly Love» (con B-Lovee y Dougie B) y «PSA».
Kay Flock lanzó su mixtape debut, «The DOA Tape», el 5 de noviembre de 2021, que alcanzó el puesto número uno en la lista de álbumes de Heatseekers. En agosto lanzó «Is Ya Ready» La canción fue nombrada dentro de las 28 mejores canciones de 2021 del periodista Jon Caramanica. Más tarde lanzó «Being Honest», que samplea «Changes» de XXXTentacion. Se dijo que la canción era «una reminiscencia de G Herbo» y fue nombrada dentro de las 38 mejores canciones de rap de Pitchfork de 2021 y las 100 mejores canciones de 2021. Un remix de la canción, con G Herbo, fue lanzado en noviembre.
En octubre, apareció en «Not in the Mood» de Lil Tjay, en el que también participó Fivio Foreign. La canción alcanzó el número 61 en el Billboard Hot 100. En noviembre, Kay Flock fue nombrado Novato del Mes de Hip Hop de Billboard. Durante una entrevista con XXL, declaró que su estilo de rap fue comparado con King Von y Pop Smoke, con Asian Doll diciendo que Von habría sido fan de Kay Flock.
En abril de 2022, Kay Flock lanzó «Shake It» con Dougie B y Cardi B alcanzó el puesto 51 en el Billboard Hot 100. La pista se filtró meses antes, aunque la versión filtrada de la canción presentaba al rapero Yonkers Mula Gzz, cuyo verso fue reemplazado por el de Cardi.

## Asuntos legales
El 23 de diciembre de 2021, se informó que Pérez fue arrestado luego de presuntamente disparar y matar a Oscar Hernández, de 24 años, también conocido como OY Wasca y/o Honcho, en Harlem, Nueva York. Según el Departamento de Policía de Nueva York, el 16 de diciembre de 2021, mientras Pérez pasaba por una barbería cerca de la escena del crimen, Hernández salió corriendo de la tienda antes de que Pérez supuestamente le disparara en el cuello y la espalda. Hernández murió más tarde a causa de sus heridas en Hospital Mount Sinai. Después de que Pérez fuera nombrado como el principal sospechoso de la investigación, se entregó a la policía de Nueva York el 23 de diciembre. Actualmente enfrenta cargos de asesinato en primer grado, acusado de asesinato federal, intento de asesinato y extorsión en relación con el equipo de Sevside/DOA y fue trasladado de Rikers Island a una prisión federal en espera de juicio. Si es declarado culpable de todos los cargos, se enfrentaba a cadena perpetua obligatoria o a la muerte.
Inicialmente, Pérez se enfrentaba a la pena de muerte, pero el 31 de julio de 2023, el gobierno de Estados Unidos dijo que ya no buscaría la pena de muerte en su caso.
Su juicio (y el de sus otros coacusados) está programado para el 21 de enero de 2025 y, si es declarado culpable de todos los cargos, Pérez enfrenta cadena perpetua obligatoria.

## Discografía

### Mixtapes
| Título          | Detalles del mixtape                                                                                             | Posiciones máximas en las listas |
| Título          | Detalles del mixtape                                                                                             | US Heat [cita requerida]         |
| --------------- | --- | -------------------------------- |
| The D.O.A. Tape | - Lanzamiento: 5 de noviembre de 2021 - Discográfica: Capitol Records - Formato: CD, Descarga digital, streaming | 1                                |

### Sencillos

#### Como artista principal
| Título                                                  | Año  | Posiciones máximas en las listas | Posiciones máximas en las listas | Posiciones máximas en las listas | Certificaciones | Álbum                          |
| Título                                                  | Año  | US                               | US R&B/HH                        | NZ Hot                           | Certificaciones | Álbum                          |
| ------------------------------------------------------- | ---- | -------------------------------- | -------------------------------- | -------------------------------- | --------------- | ------------------------------ |
| "FTO"                                                   | 2020 | —                                | —                                | —                                |                 | The D.O.A. Tape (Care Package) |
| "Opp Spotter" (con B-Lovee)                             | 2020 | —                                | —                                | —                                |                 | The D.O.A. Tape                |
| "Speed Racing" (con B-Lovee)                            | 2020 | —                                | —                                | —                                |                 | The D.O.A. Tape                |
| "Brotherly Love" (con B-Lovee y Dougie B)               | 2021 | —                                | —                                | —                                |                 | The D.O.A. Tape                |
| "T Cardi" (con Dougie B, Lil Skrap 1090 y Justo B)      | 2021 | —                                | —                                | —                                |                 | The D.O.A. Tape                |
| "Being Honest"                                          | 2021 | —                                | —                                | —                                | - RIAA: Oro     | The D.O.A. Tape                |
| "Is Ya Ready"                                           | 2021 | —                                | —                                | —                                | - RIAA: Oro     | The D.O.A. Tape                |
| "PSA"                                                   | 2021 | —                                | —                                | —                                | - RIAA: Oro     | The D.O.A. Tape                |
| "Being Honest (Remix)" (con G Herbo)                    | 2021 | —                                | —                                | —                                |                 | The D.O.A. Tape                |
| "Shake It" (con Dougie B y Cardi B, featuring Bory300)  | 2022 | 51                               | 14                               | 9                                | - RIAA: Oro     | The D.O.A. Tape (Care Package) |
| "Make a Movie" (featuring Fivio Foreign)                | 2022 | —                                | —                                | —                                |                 | The D.O.A. Tape (Care Package) |
| "Brotherly Love (Pt. 2)" (featuring B-Lovee y Dougie B) | 2022 | —                                | —                                | —                                |                 | The D.O.A. Tape (Care Package) |
| "DOA" (featuring Set Da Trend)                          | 2022 | —                                | —                                | —                                |                 | The D.O.A. Tape (Care Package) |
| "Geeked Up" (con Gucci Mane)                            | 2022 | —                                | —                                | —                                |                 | The D.O.A. Tape (Care Package) |

#### Como artista invitado
| Título                                                             | Año  | Posiciones máximas en las listas | Posiciones máximas en las listas | Álbum               |
| Título                                                             | Año  | US                               | US R&B/HH                        | Álbum               |
| ------------------------------------------------------------------ | ---- | -------------------------------- | -------------------------------- | ------------------- |
| "Not in the Mood" (Lil Tjay featuring Fivio Foreign and Kay Flock) | 2021 | 61                               | 22                               | Sencillos sin álbum |